# Мала Бутивля
Мала Бутивля (пол. Mała Butywla) — гірський потік в Україні, у Стрийському районі Львівської області у Галичині. Лівий доплив Бутивлі (басейн Дністра).

## Опис
Довжина потоку приблизно 5,87 км, найкоротша відстань між витоком і гирлом — 4,83  км, коефіцієнт звивистості потоку — 1,21 . Формується потоками та багатьма безіменними струмками. Потік тече у гірському масиві Сколівські Бескиди (зовнішня смуга Українських Карпат).

## Розташування
Бере початок на південно-східних схилах гори Кживи Верх (1072,0 м), що належить до Середнього хребта. Тече переважно на південний схід і на висоті 560,0 м над рівнем моря на північно-західній околиці села Коростів впадає у річку Бутивлю, ліву притоку Оряви.

## Притоки
- Загічний (права), Красний (ліва)[2].